# Emléktáblák Szentesen
Szentes szócikkhez kapcsolódó képgaléria, mely neves személyekkel, valamint épületekkel, műtárgyakkal, helynevekkel és eseményekkel összefüggő emléktáblákat tartalmaz.

## Galéria

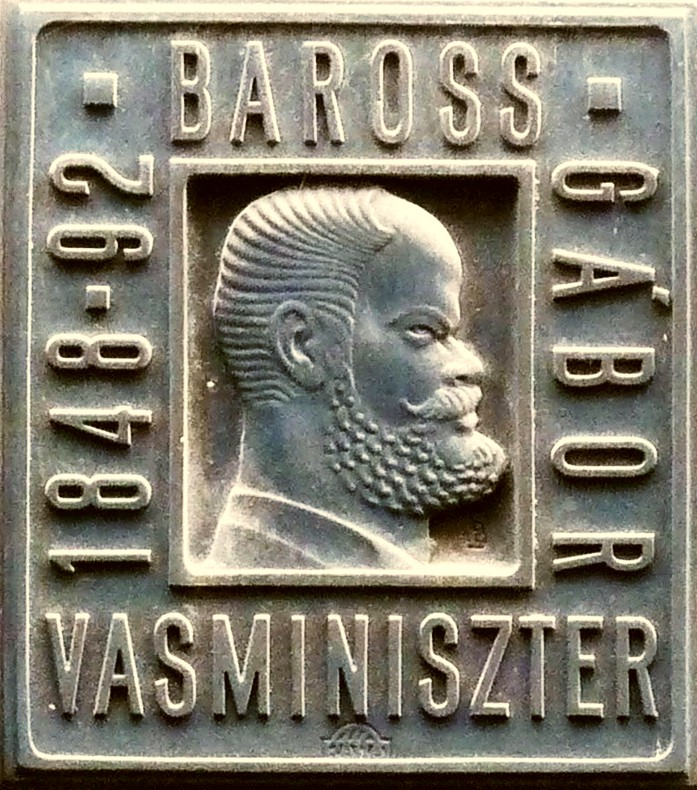
Baross Gábor, Baross út 10. alkotó: Csányi Szabolcs
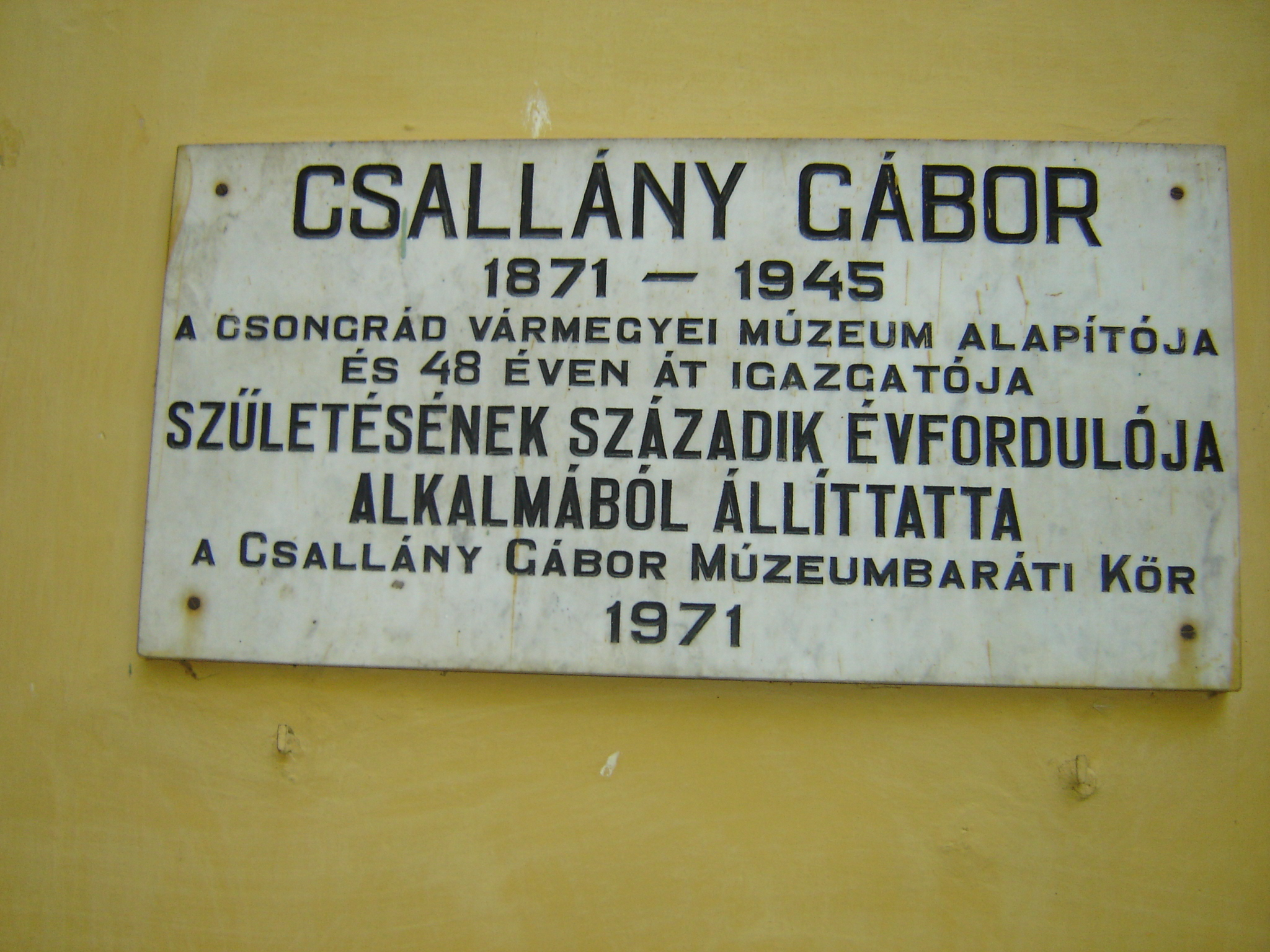
Csallány Gábor, Kossuth Lajos tér 1.
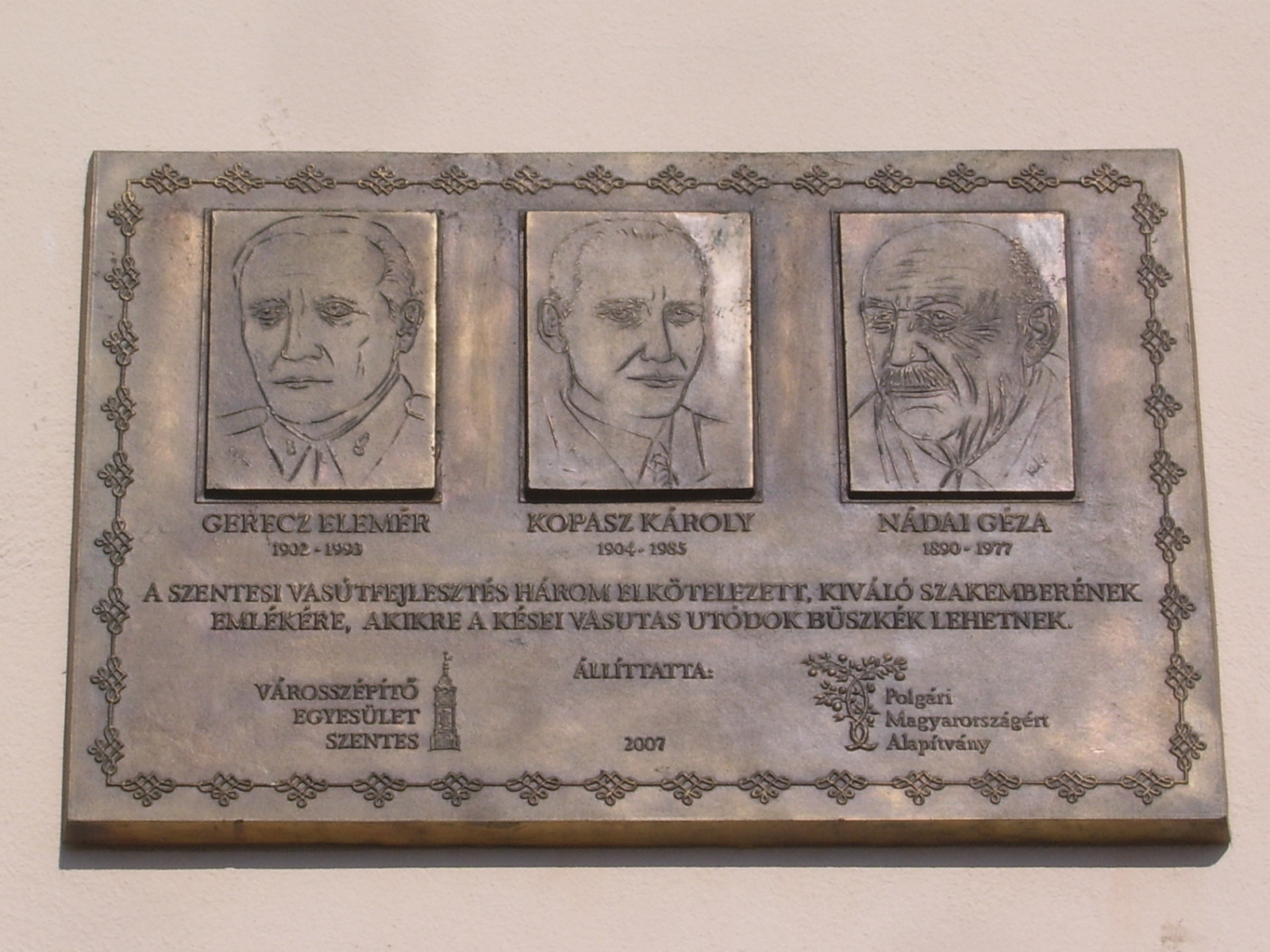
Gerecz Elemér, Kopasz Károly, Nádai Géza Kolozsvári u. 2. alkotó: Kligl Sándor
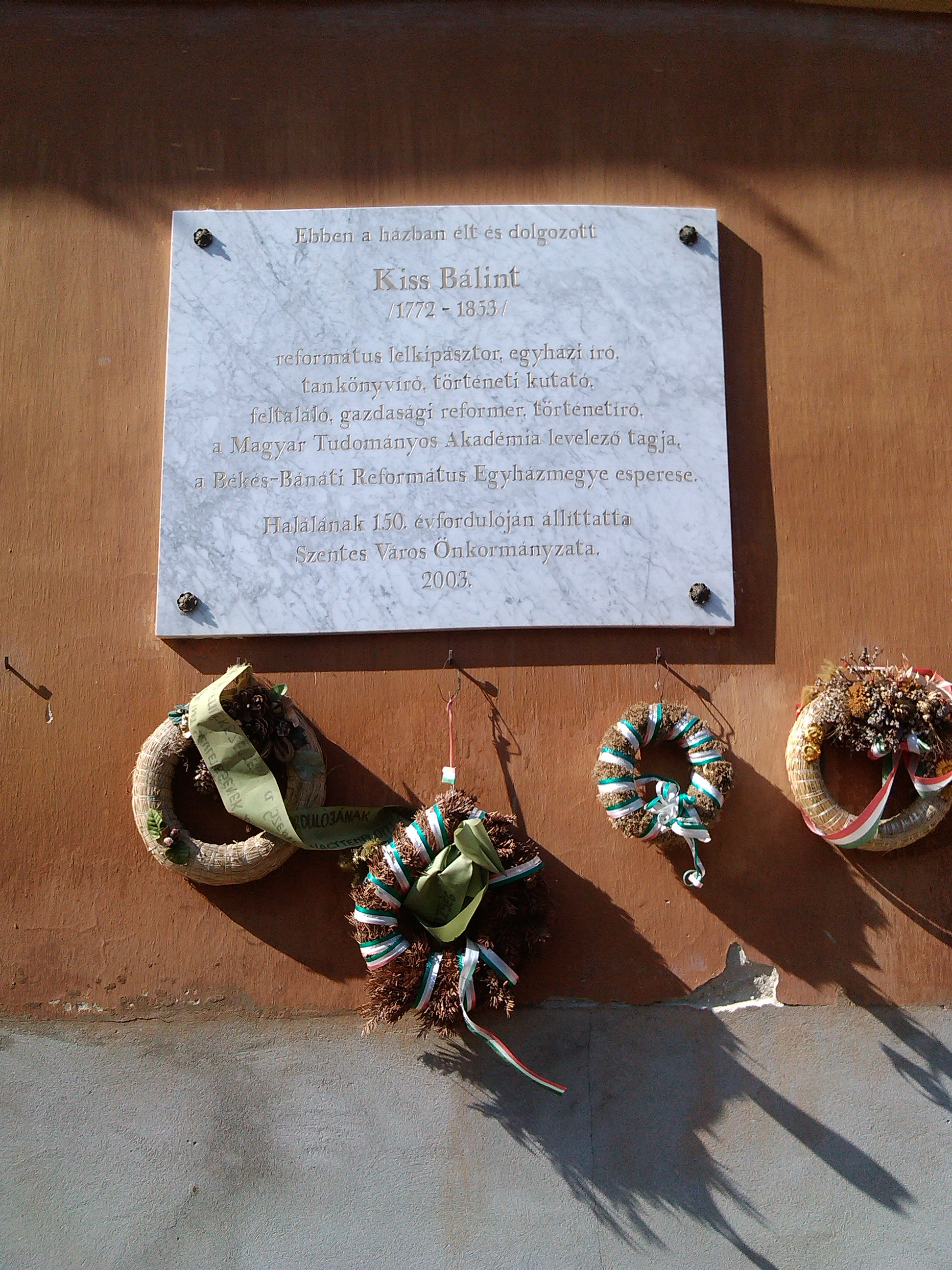
Kiss Bálint, Kiss Bálint utca
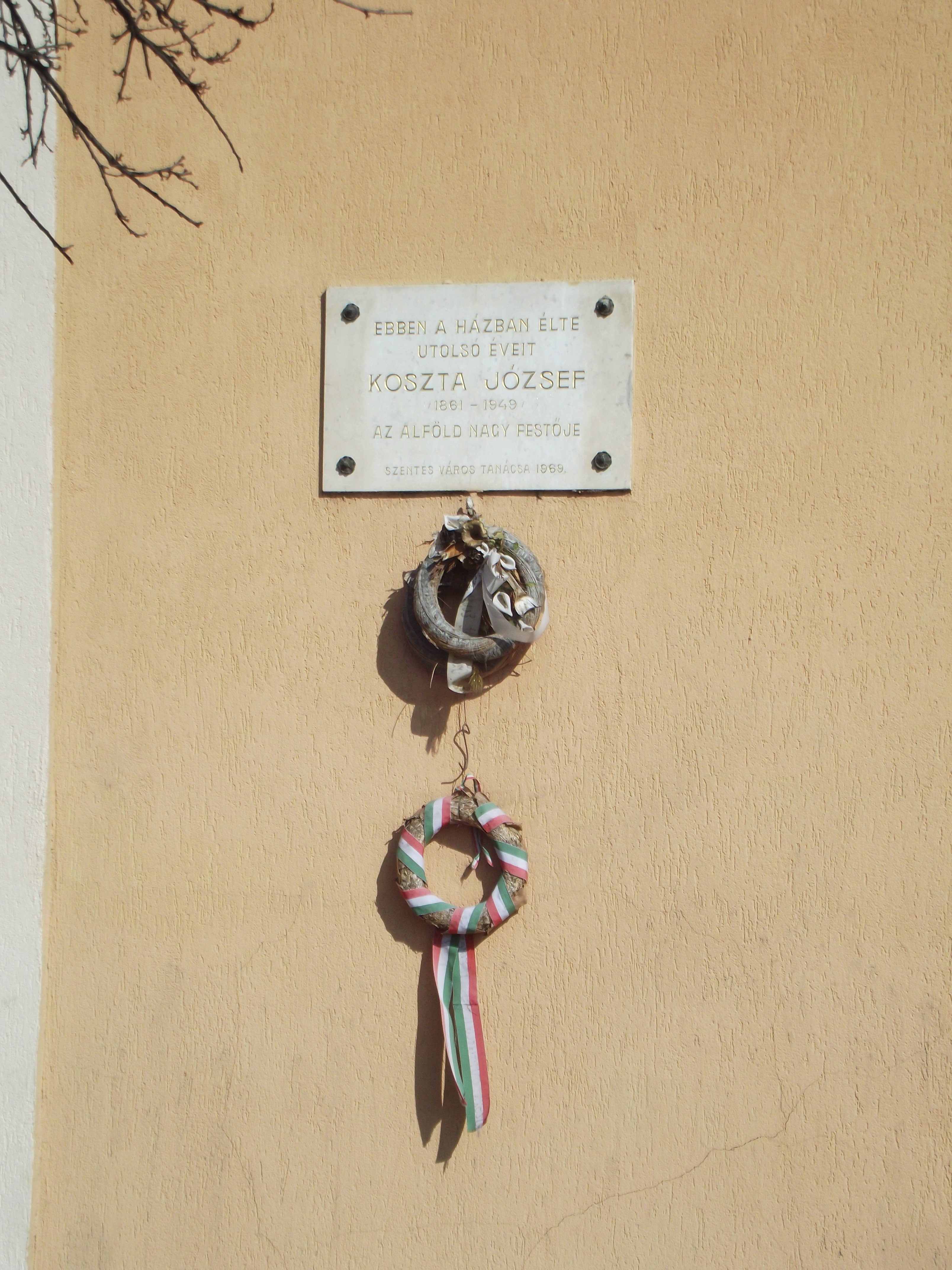
Koszta József, Zrínyi utca 2.
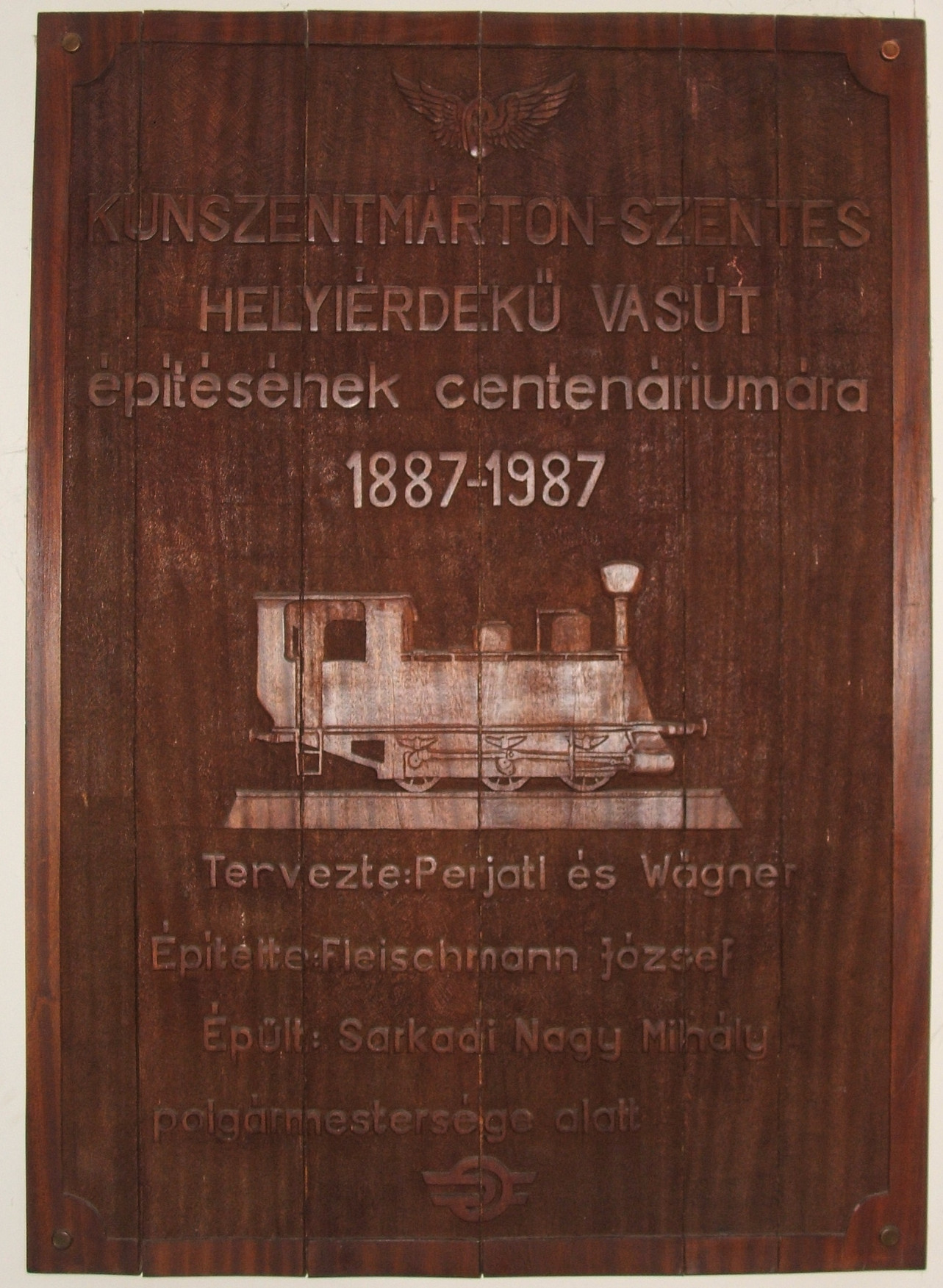
Kunszentmárton-Szentesi HÉV 100. évf., Kolozsvári u. 2. alkotó: Szabics Ferenc
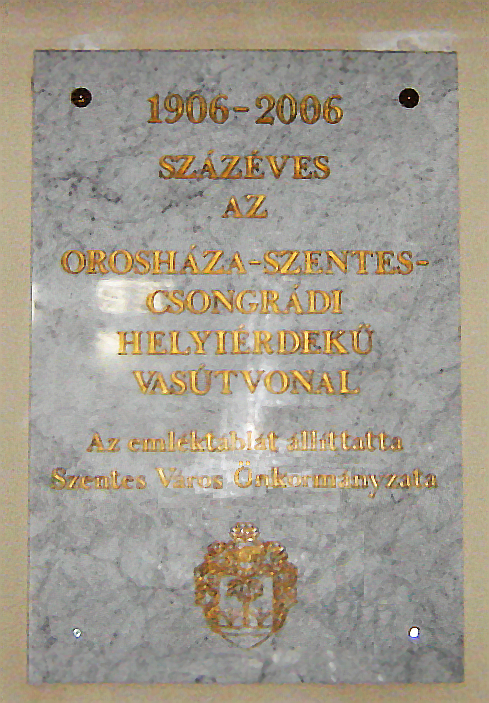
Orosháza-Szentes-Csongrádi HÉV 100. évf., Kolozsvári u. 2.
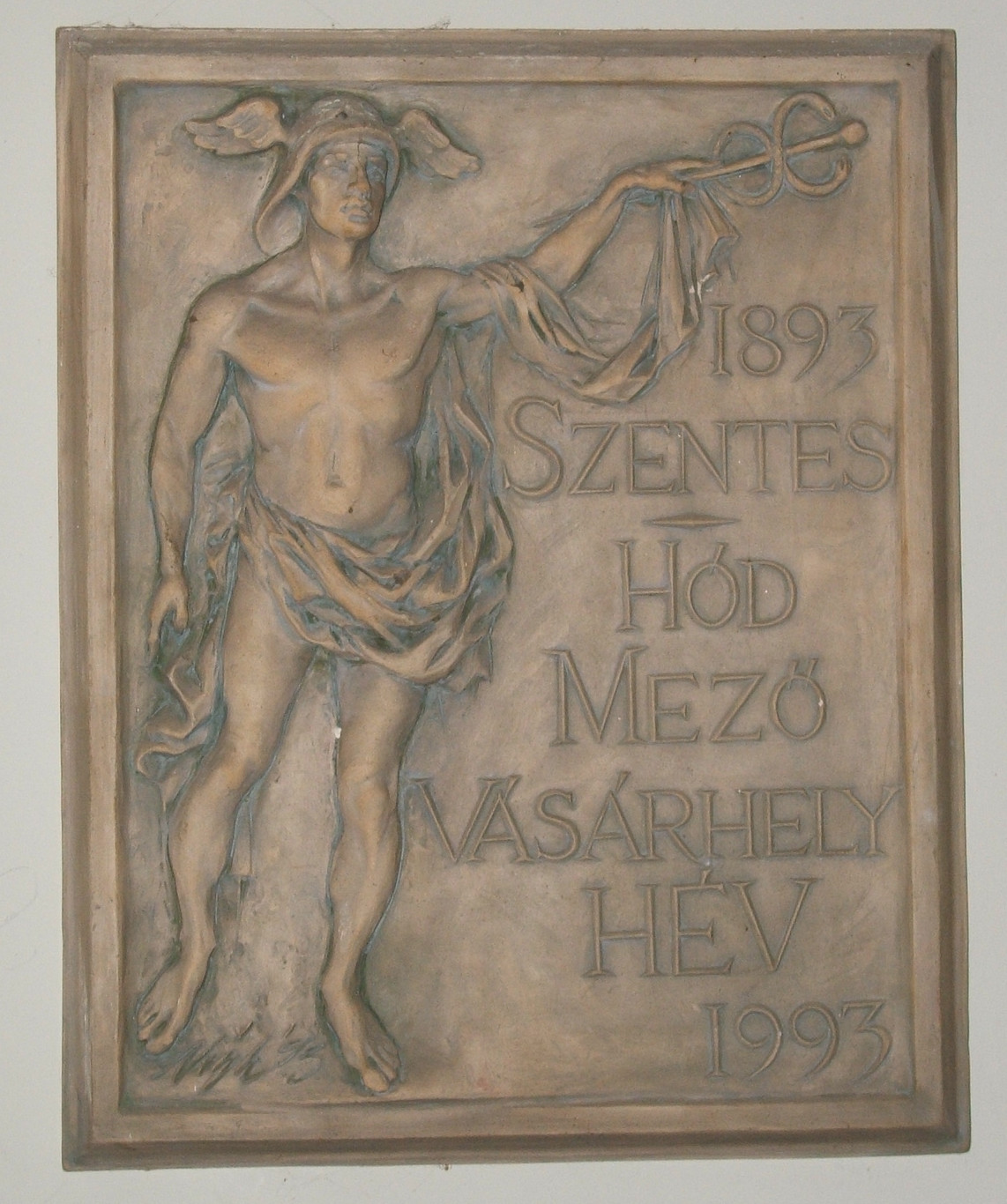
Szentes-Hódmezővásárhelyi HÉV 100. évf., Kolozsvári u. 2. alkotó: Vígh László
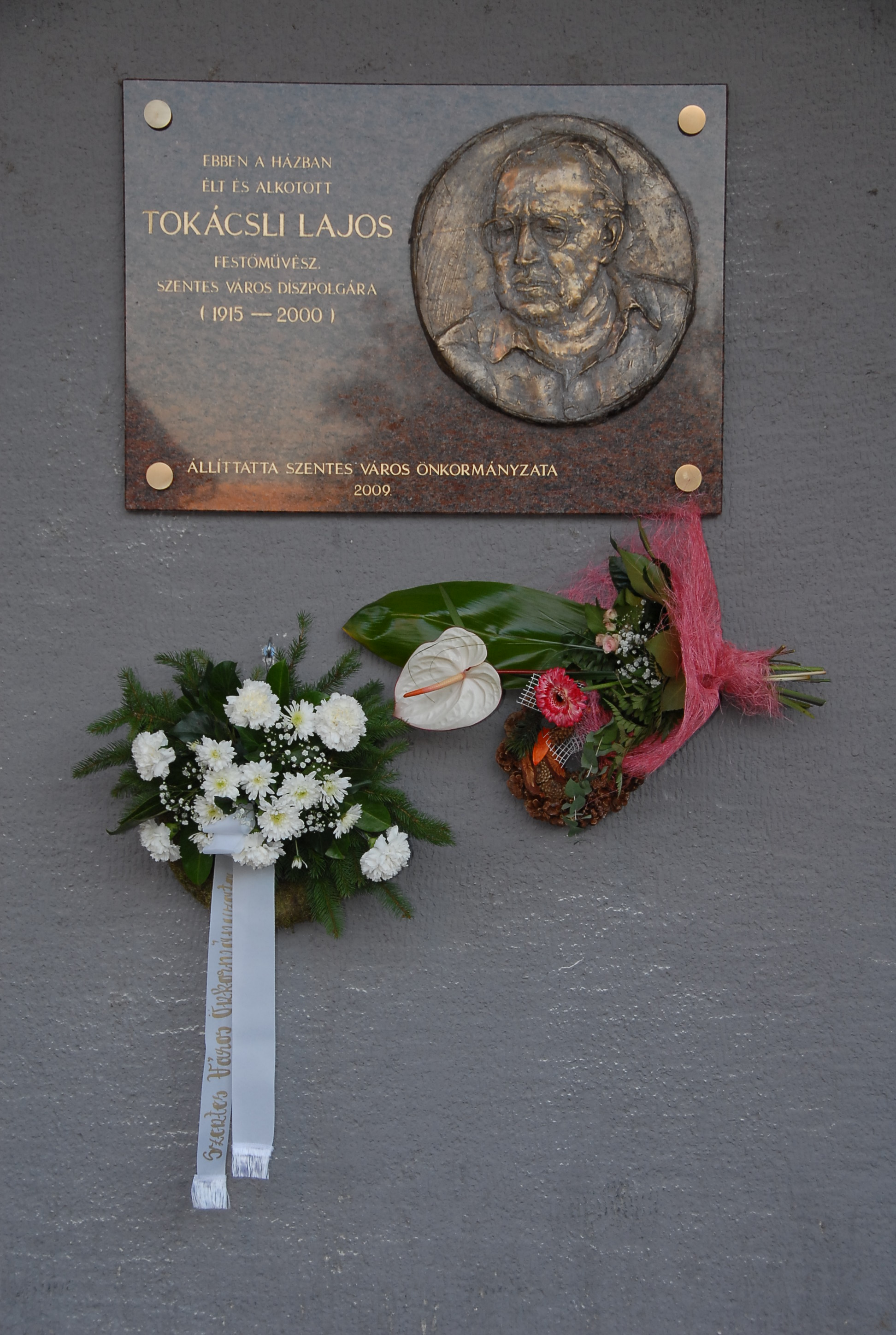
Tokácsli Lajos, Kossuth tér 5. alkotó: Lantos Györgyi
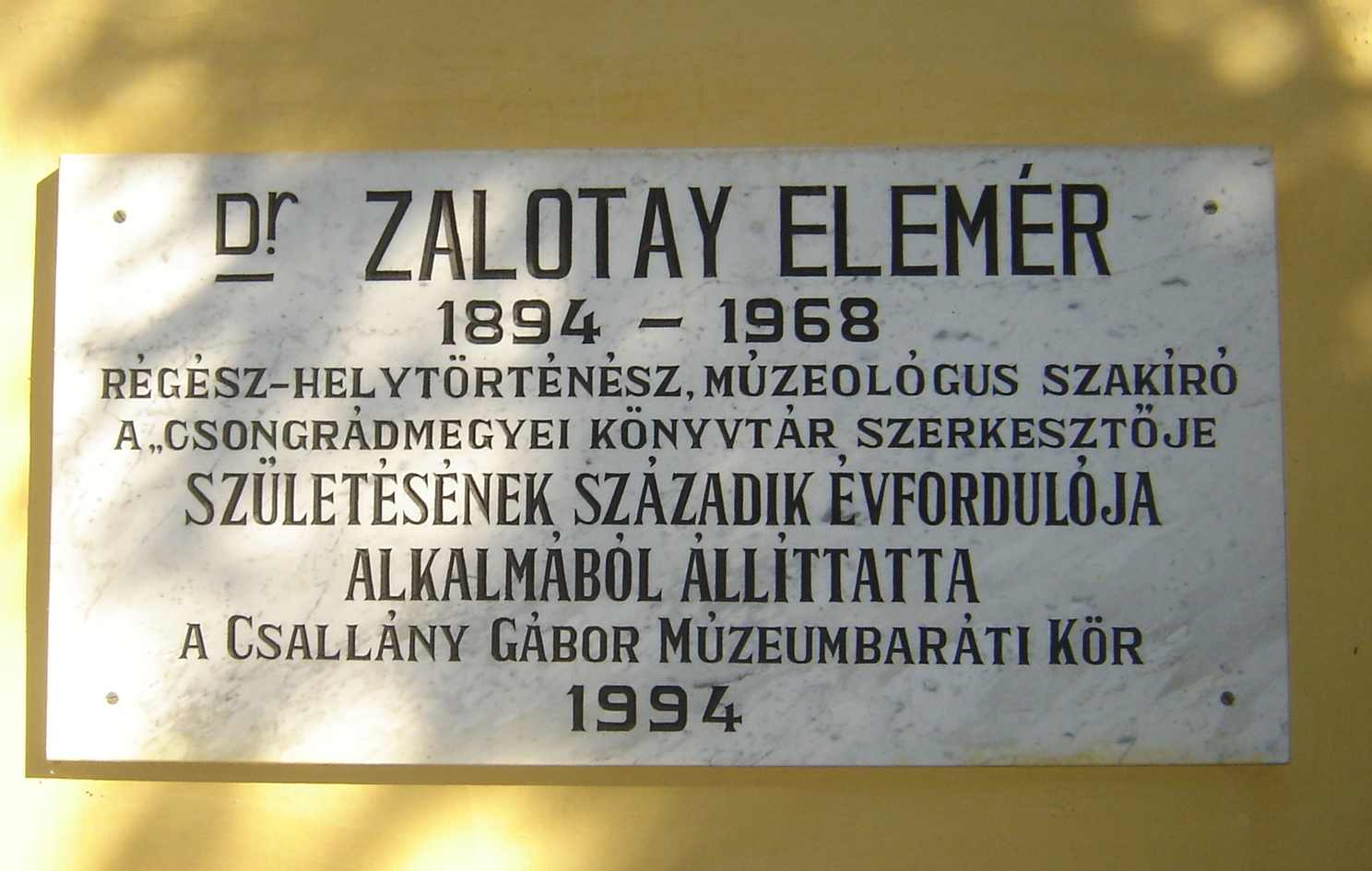
Zalotay Elemér, Kossuth Lajos tér 1.
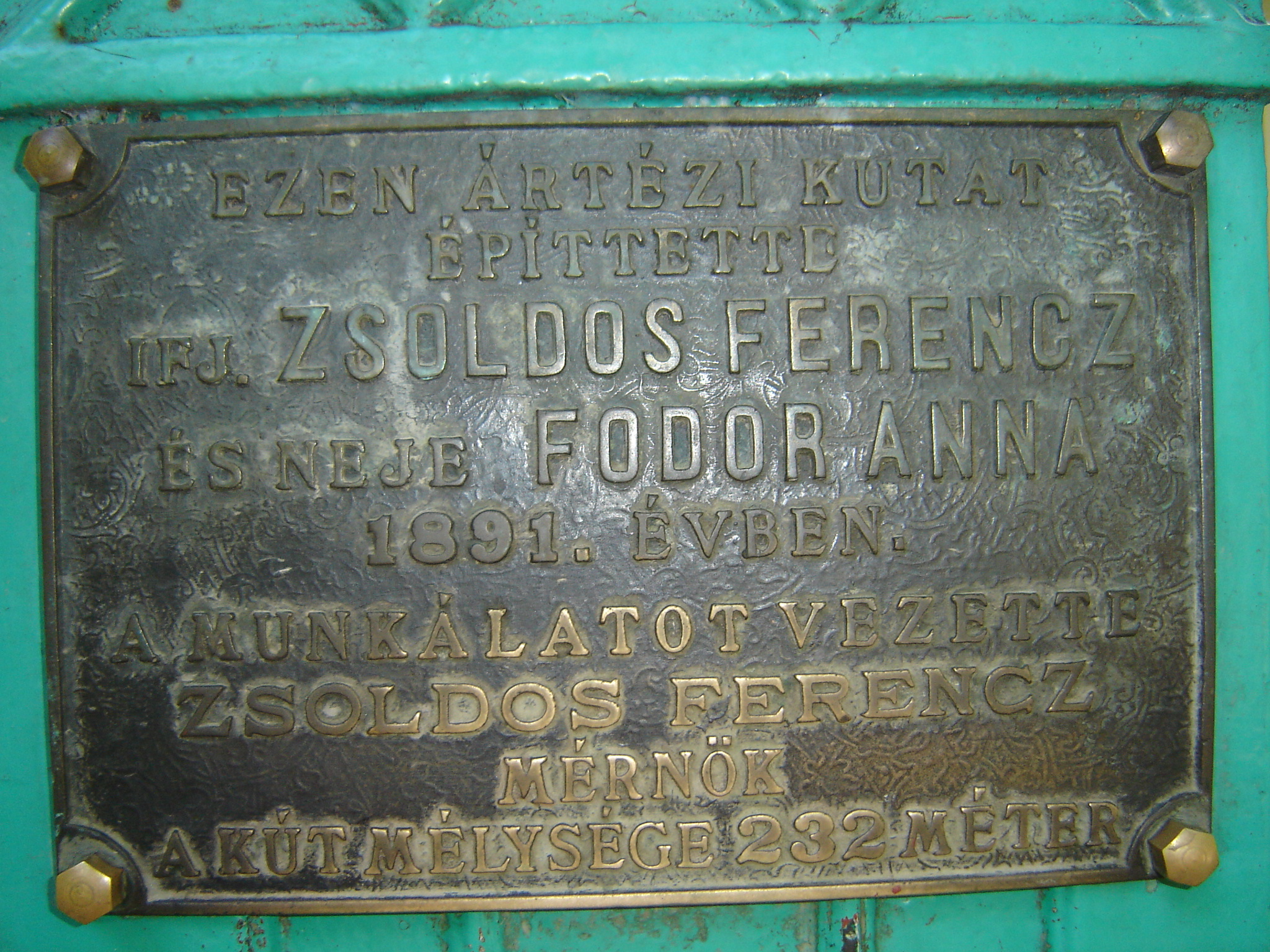
Zsoldos Ferenc, Széchenyi Liget

## Utcaindex
Baross út
(10.) Baross Gábor
Kiss Bálint utca
(?) Kiss Bálint
Kolozsvári utca
(2.) Kunszentmárton-Szentesi HÉV 100. évf., Gerecz Elemér, Kopasz Károly, Nádai Géza, Kunszentmárton-Szentesi HÉV 100. évf., Szentes-Hódmezővásárhelyi HÉV 100. évf.
Kossuth tér
(1.) Csallány Gábor, Zalotay Elemér

(5.) Tokácsli Lajos
Széchenyi liget
(-) Zsoldos Ferenc
Zrínyi utca
(2.) Koszta József